# Полковник Шабер (филм)
„Полковник Шабер“ (на френски: Le Colonel Chabert) е френски кинофилм, екранизация по произведението на Оноре дьо Балзак.

## Сюжет
Внимание:  Текстът по-долу разкрива сюжета на произведението (или части от него)!
Париж, 1818 г. Изминали са три години от падането на империята. При адвокат Дюрвил идва зле облечен старец, който твърди, че е полковник Шабер. За полковника че смята, че е загинал в битка през 1807 г., в която е постигната победа благодарение на неговите усилия.
Старецът разказва, че са го смятали за изчезнал и са искали да го погребат с останалите убити, но е оцелял и възстановил от раните си. Завърнал се след няколко години във Франция, той открива, че красивата му съпруга (която някога е закупил от бордей), също вярва, че е мъртъв, омъжена се за богаташ и не искайки да губи позициите си в обществото, отказва да признае, че се е завърнал. В резултат на това, полковник Шабер е принуден да живее в бедност.
Адвокатът предлага да помогне, но от благородни подбуди, полковник отказва. Но обстоятелствата се намесват – новият съпруг на г-жа Шабер трябва да разтрогне брака си, за да стане пер на Франция...

## В ролите
- Фани Ардан
- Жерар Депардийо
- Клод Риш
- Жули Депардийо и др.

## Детайли
Филмът е режисьорски дебют на Ив Анджело, оператор на филми като „Жерминал“ и „Ледено сърце“. Това е и първият филм на Фани Ардан и Жерар Депардийо от 1981 г., които не са работили заедно от филма „Съседката“. Жерар Депардийо споделя, че е бил привлечен към филмовата версия на романа на Балзак, защото е останал очарован от възможността да играе в трагедия.
Филмът е една от многобройните версии на романа на Балзак. Приет е сравнително добре от критиката.
Като класическа сцена от филма остава атаката при Ейлау – чува се грохота от кавалерията на Бонапарт над спокойния снежен пейзаж, напредваща към врага на фона на тихата музика на Щуберт (Schubert. Piano Sonata D959 Andantino). Но веднага след като кирасирите достигат пехотата, бруталните звуци на битката отекват с шокираща сила.

## Награди
- 1994 г. – „Златна пирамида“ – Ив Анджело
- 1995 г. – номинации за награда „Сезар“ – най-добра мъжка роля, кинематография, костюми, най-добра поддържаща мъжка роля и др.